# Departamento Federal de Investigaciones
El Departamento Federal de Investigaciones (DFI) es una unidad especializada dentro de la Policía Federal Argentina creada el 17 de junio de 2025 durante el gobierno del presidente Javier Milei. Su objetivo es coordinar y ejecutar investigaciones sobre delitos federales complejos como el narcotráfico, el crimen organizado y delitos transnacionales. El DFI fue presentado oficialmente por la ministra de Seguridad Nacional Patricia Bullrich.

## Historia
El DFI fue creado mediante el Decreto 383/2025, el cual reformó parcialmente el estatuto orgánico de la Policía Federal, vigente desde 1958. El decreto también establece una emergencia institucional por dos años dentro de la fuerza, lo que permite contrataciones directas, modificaciones internas ágiles y revisión de estructuras jerárquicas.

## Objetivos y funciones
Según el decreto, el DFI tiene como funciones principales:
- Coordinar investigaciones sobre delitos complejos a nivel nacional.
- Elaborar un mapa criminal actualizado de Argentina.
- Capacitar y reclutar profesionales universitarios en diversas áreas como derecho, informática y psicología.
- Realizar tareas de prevención mediante herramientas de análisis criminal y vigilancia digital.

El gobierno ha señalado que el modelo toma inspiración en agencias como el FBI de Estados Unidos.

## Estructura y reformas
La creación del DFI vino acompañada de cambios en la estructura de la Policía Federal:
- Reducción en el ingreso de suboficiales para priorizar la formación profesional especializada.
- Revisión del sistema de ascensos y jerarquías.
- Implementación de evaluaciones de desempeño y uso de nuevas tecnologías.